# Lars Skytøen

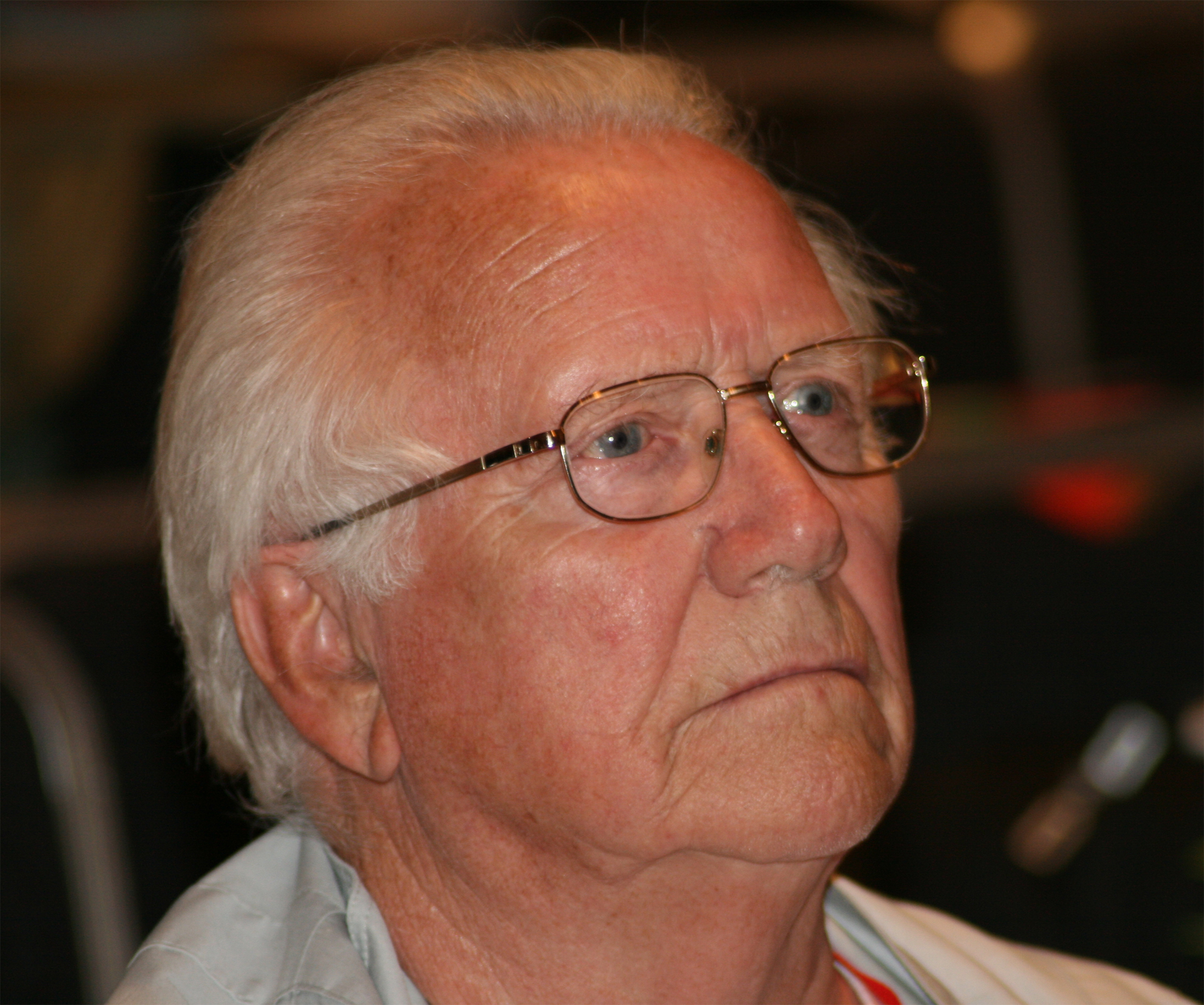
Lars Skytøen

Lars Maurits Skytøen (* 13. Dezember 1929 in Nøtterøy; † 11. Juni 2016) war ein norwegischer Gewerkschaftsführer und Politiker.

## Leben
Lars Skytøen war der Sohn des Werftarbeiters Lars Andersen Skytøen und seiner Frau Emma Marie Andersen.
Skytøen lernte den Beruf des Elektroschweißers auf der Werft Kaldnes Mekaniske Verksted in Tønsberg. Dort kam er mit der Arbeiterbewegung in Kontakt und wurde schnell eine zentrale Figur in der örtlichen Gewerkschaftsbewegung. Politisch gehörte er zunächst der Kommunistischen Partei Norwegens, später der sozialdemokratischen Arbeiderpartiet an.
Ab 1965 arbeitete er für die norwegische Metallarbeitergewerkschaft (Norsk Jern- og Metallarbeiderforbund), deren Vorsitzender er von 1976 bis 1987 war. In dieser Funktion setzte er sich gemeinsam mit dem Gesamtgewerkschaftsverband (Landsorganisasjonen i Norge) für kürzere Arbeitszeiten ein. Bei dem daraus resultierenden Arbeitskampf kam es zur Aussperrung von mehr als 100 000 Gewerkschaftsmitgliedern. Die unnachgiebige Verhandlungsführung Skytøens brachte ihm bei den Arbeitnehmervertretern Respekt ein, sodass die Gewerkschaften ihre Forderungen durchsetzen konnten und im gleichen Zug der Arbeitgeberführer Pål Kraby sein Amt niederlegte. An der Vereinigung seiner eigenen und vier weiterer Gewerkschaften im Fellesforbundet 1988 wirkte er maßgeblich mit.
Als 1979 Olav Haukvik im Rahmen einer Regierungsumbildung aus dem Amt des Industrieministers ausschied, übernahm Skytøen dieses Amt in der Regierung Nordli bis 1981.
Skytøen war Gründer und Mitglied des norwegischen Betriebssportverbandes und dessen Vorsitzender von 1966 bis 1968.
Er war mit Erna Marie Skytøen verheiratet.

## Werke
- Mens jernet er varmt. zusammen mit Kolbjørn Aune. Tiden norsk forlag, Oslo 1993. ISBN 82-10-03700-5